# Historique du parcours européen du Stade Brestois 29
 (décembre 2024).
Cet article présente l'historique du parcours européen du Stade Brestois 29.
Depuis sa fondation, le Stade Brestois a participé à une seule Coupe d'Europe, la Ligue des Champions saison 2024-2025.

## Ligue des Champions 2024-2025
C'est à la surprise générale que le Stade Brestois obtient sa qualification directe pour la Ligue des Champions de l'UEFA, en terminant brillamment 3e du Championnat de France 2023-2024.
Le club se présente comme le petit Poucet de la compétition, 36e à l'indice UEFA sur les 36 participants à cette nouvelle formule de la Ligue des champions.
Le tirage au sort de la phase de ligue, où l'ensemble des participants évoluent dans un groupe unique, chacun rencontrant huit adversaires, a lieu au Grimaldi Forum, à Monaco, le jeudi 29 août 2024. Le Stade Brestois 29 se voit désigner pour adversaires les deux géants espagnols, le Real Madrid et le FC Barcelone, le champion allemand invaincu en championnat la saison précédente, le Bayer Leverkusen, deux clubs autrichiens - Red Bull Salzbourg et Sturm Graz -, le club néerlandais du PSV Eindhoven, le tchèque du Sparta Prague et l'ukrainien du Chakhtar Donetsk.
L'équipe s'engage dans la compétition avec l'impossibilité de jouer des matches dans son stade habituel, le stade Francis le Blé de Brest n'étant pas aux normes imposées par l'UEFA. Les matches à domicile de Brest se jouent donc au stade Roudourou à Guingamp, légèrement rénové pour se mettre au niveau exigé.
La phase de championnat dite « phase de ligue » comprend huit journées. À l'issue de la huitième et dernière journée le classement est arrêté. Les huit premiers se qualifient directement pour les huitièmes de finale, les équipes classées de la neuvième à la vingt-quatrième place disputent un tour de barrages. Les douze derniers sont éliminés. Après la phase de ligue, toutes les rencontres sont à élimination directe en matchs aller-retour.

### 1rejournée
Cette délocalisation ne semble pas gêner l'équipe brestoise qui entame son premier match européen de la meilleure manière avec une victoire 2-1 sur le Sturm Graz, grâce à des buts de Magnetti - qui devient donc le premier buteur européen de l'histoire du club - (23e minute) sur une demi-volée à l'entrée de la surface de réparation , et de Sima (56e) sur une frappe en pivot dans la surface de réparation.
| Journée 1                | Stade brestois 29                     | 2 - 1   | Sturm Graz                    | Stade de Roudourou , Guingamp |                            |
| Jeudi 19 Septembre 21h00 | Hugo Magnetti 23e · Abdallah Sima 59e | (1 - 1) | Edimilson Fernandes csc 45+1e | Arbitrage : Nicholas Walsh    | Arbitrage : Nicholas Walsh |

### 2ejournée
Le 1er octobre, 450 supporters brestois effectuent le premier déplacement de l'histoire du club en Europe. La soirée est au-delà des espérances des Brestois, avec une victoire 4-0 en terre autrichienne. Abdallah Sima (24e, 70e), Mahdi Camara (66e) et Mathias Pereira-Lage (75e) sont les buteurs du soir. Le président du club Denis Le Saint est aperçu après le match en compagnie des supporters dans le chaleureux pub du Shamrock dans le centre-ville de Salzbourg pour fêter cette première victoire à l'extérieur.
| Journée 2               | Red Bull Salzbourg | 0 - 4   | Stade brestois 29                                                    | Red Bull Arena (Salzbourg) , Salzbourg |                            |
| Mardi 1er Octobre 18h45 |                    | (0 - 1) | Abdallah Sima 24e, 70e · Mahdi Camara 66e · Mathias Pereira Lage 75e | Arbitrage : Anthony Taylor             | Arbitrage : Anthony Taylor |

### 3ejournée
La troisième journée voit le Stade Brestois 29 accueillir le Bayer Leverkusen, champion d'Allemagne et vainqueur de la coupe nationale sans connaître la défaite au cours d'une saison 2023-2024 exceptionnelle. Malgré la différence affichée sur le papier entre les deux équipes, des détails permettent de donner de l'espoir aux Brestois avant le match : tandis que le buteur nigérian Victor Boniface doit déclarer forfait à la suite d'un accident de la route du côté de Leverkusen, le Stade Brestois 29 peut compter sur le retour de blessure de son homme fort de la saison précédente avec Pierre Lees-Melou. Le score final est de 1-1, Pierre Lees-Melou répondant justement  à Florian Wirtz, le meneur de jeu de l'équipe d'Allemagne. Ce résultat est accueilli comme un exploit par les supporters brestois.
| Journée 3                 | Stade brestois 29     | 1 - 1   | Bayer Leverkusen  | Stade de Roudourou, Guingamp |                           |
| Mercredi 23 octobre 18h45 | Pierre Lees-Melou 39e | (1 - 1) | Florian Wirtz 24e | Arbitrage : Ivan Kružliak    | Arbitrage : Ivan Kružliak |

### 4ejournée
Un long déplacement attend cette fois les Brestois, à Prague, sur le terrain du grand club tchèque du Sparta Prague. Le club praguois ne baigne pas dans la sérénité avant le match (crise sportive, supporters mécontents et cascade de blessures) et les pragmatiques joueurs d'Eric Roy ne laissent pas passer l'occasion en l'emportant logiquement 2-1 grâce aux buts de Edimilson Fernandes et Kairinen contre son camp. Les Brestois se sont procuré de nombreuses occasions (18 tirs) et le score aurait pu être plus large, le but praguois par Olatunji en fin de match dans le temps additionnel étant inscrit contre le cours du jeu. Après quatre journées, le novice brestois est toujours invaincu en Coupe d'Europe et est au pied du podium (4e du classement), ce qui constitue une surprise retentissante pour les observateurs.
| Journée 4                 | Sparta Prague         | 1 - 2   | Stade brestois 29                               | Stade Letná, Prague        |                            |
| Mercredi 6 Novembre 21h00 | Victor Olatunji 90+2e | (0 - 1) | Edimilson Fernandes 37e · Kaan Kairinen csc 80e | Arbitrage : Mykola Balakin | Arbitrage : Mykola Balakin |

### 5ejournée
A l'approche de son déplacement à Barcelone, le Stade Brestois, qui compte déjà dix points en poche, n'a rien à perdre face à l'un des grands favoris de la compétition. 3000 supporters du club de la cité du Ponant se réunissent dans le parcage du stade olympique de Montjuic, le Camp Nou étant en travaux à cette période. Le jeune prodige Lamine Yamal déclare forfait du côté catalan, mais cela n'est pas pour autant de nature à enrayer l'équipe barcelonaise, qui ouvre rapidement le score sur un pénalty de Robert Lewandowski, qui marque au passage son centième but en C1. Marco Bizot, fautif sur le penalty, ne pourra pas non plus empêcher les deux buts supplémentaires inscrits en deuxième période par Dani Olmo et à nouveau Lewandowski. Les Brestois s'en sortent avec une défaite 3-0, et ont pu mesurer le remarquable niveau technique de cette jeune équipe catalane menée par Pau Cubarsi et Pedri, auteurs tous les deux de prestations impressionnantes.
| Journée 5               | FC Barcelone                                      | 3 - 0   | Stade brestois 29 | Stade olympique Lluís-Companys, Barcelone |                          |
| Mardi 26 Novembre 21h00 | Robert Lewandowski 10e (p), 90+2e · Dani Olmo 66e | (1 - 0) |                   | Arbitrage : Irfan Peljto                  | Arbitrage : Irfan Peljto |

### 6ejournée
Sept absents sont à recenser dans les rangs brestois, dont des joueurs majeurs comme Pierre Lees-Melou, Ludovic Ajorque, ou Kenny Lala, suspendus ou blessés. Diminué, Brest doit affronter le PSV Eindhoven, dont l'attaque est redoutable et qui a notamment obtenu un match nul sur le terrain du Paris Saint-Germain lors d'une précédente journée. Le PSV va cependant se heurter tout le long du match au mur dressé par Marco Bizot, le gardien néerlandais de Brest particulièrement motivé à l'idée d'affronter un club de son pays. Bizot sera désigné « homme du match » et figurera dans l'équipe-type de la sixième journée. Le défenseur latéral droit Julien Le Cardinal inscrit l'unique but de la rencontre juste avant la mi-temps d'une frappe surpuissante dans un but vide, à la suite d'un coup franc lointain qu'il avait lui-même obtenu. Ce score de 1-0 apporte au Stade Brestois une quatrième victoire en Ligue des champions. Avec treize points engrangés, Brest s'assure a minima une qualification pour les barrages, ce qui paraissait inimaginable au moment de débuter la compétition. Septième du classement à deux journées de la fin de cette phase de ligue, Brest reste en course pour une qualification directe en huitièmes de finale.
| Journée 6               | Stade brestois 29      | 1 - 0   | PSV Eindhoven | Stade de Roudourou , Guingamp  |                                |
| Mardi 10 Décembre 21h00 | Julien Le Cardinal 43e | (1 - 0) |               | Arbitrage : José María Sánchez | Arbitrage : José María Sánchez |

### Tableau récapitulatif des matches de la Phase de ligue
| Date              | Équipe 1           | Équipe 2          | Résultat |
| 19 septembre 2024 | Stade brestois 29  | SK Sturm Graz     | 2 - 1    |
| 1er octobre 2024  | Red Bull Salzbourg | Stade brestois 29 | 0 - 4    |
| 23 octobre 2024   | Stade brestois 29  | Bayer Leverkusen  | 1 - 1    |
| 6 novembre 2024   | Sparta Prague      | Stade brestois 29 | 1 - 2    |
| 26 novembre 2024  | FC Barcelone       | Stade brestois 29 | 3 - 0    |
| 10 décembre 2024  | Stade brestois 29  | PSV Eindhoven     | 1 - 0    |
| 22 janvier 2025   | Chakhtar Donetsk   | Stade brestois 29 | 2 - 0    |
| 29 janvier 2025   | Stade brestois 29  | Real Madrid       | 0 - 3    |